# Francesco Zappa
Francesco Zappa, född 1717 i Milano, död den 17 januari 1803 i Haag, var en italiensk cellist och komponist. 
Litet är känt om Zappas liv och verksamhet, och den information vi har kommer huvudsakligen från hans egna utgåvor och manuskript. Zappas första kända arbetsgivare var greve Catani från Sicilien, hans första verk 6 Trio sonatas är dedicerat till denne. Senare var han i tjänst hos hertigen av York under dennes vistelse i Italien 1763 och 1764. År 1771 gjorde Zappa en turné i Tyskland och under 1780-talet var han anställd i Haag med titeln Maître de musique à la Haye (Haags musikmästare).
Zappas namn användes som titel på ett album av den amerikanske musikern Frank Zappa 1984. Albumet innehåller verk som är tonsatta av Francesco Zappa.